# Rytigynia neglecta
Rytigynia neglecta är en måreväxtart som först beskrevs av William Philip Hiern, och fick sitt nu gällande namn av Robyns. Rytigynia neglecta ingår i släktet Rytigynia och familjen måreväxter.

## Underarter
Arten delas in i följande underarter:
- R. n. neglecta
- R. n. vatkeana